# Enrico Fabris
Enrico Fabris (* 5. října 1981 Asiago) je bývalý italský rychlobruslař.
Na juniorském světovém šampionátu debutoval v roce 1999 28. místem, v roce 2000 poprvé nastoupil do závodů Světového poháru. V sezóně 2001/2002 se premiérově zúčastnil seniorského Mistrovství Evropy (16. místo), startoval také na Zimních olympijských hrách 2002 (1500 m – 26. místo, 5000 m – 16. místo). Od roku 2003 se také pravidelně účastnil světových šampionátů. První medaili, stříbrnou, získal coby člen italského družstva ve stíhacím závodě na Mistrovství světa na jednotlivých tratích 2005. Následující sezóna 2005/2006 byla jeho nejúspěšnější: vyhrál Mistrovství Evropy, vybojoval stříbro na vícebojařském světovém šampionátu a ze zimní olympiády si kromě 8. místa v závodě na 10 000 m přivezl také jednu bronzovou (5000 m) a dvě zlaté (1500 m, stíhací závod družstev) medaile. V následujících sezónách získal na evropských a světových mistrovstvích několik dalších cenných kovů, naposledy byl druhý na Mistrovství Evropy 2010. Na ZOH 2010 dokončil závody na 10. (1500 m), respektive 7. místě (5000 m), v závodě družstev byl italský tým šestý. V ročníku 2011/2012 nastoupil do prvních závodů Světového poháru, poté však ukončil aktivní sportovní kariéru.